# NADH-Nitratreduktase
Die Nitratreduktase (NADH) ist ein pflanzliches Enzym, das die Reduktion von Nitrat zu Nitrit katalysiert. Es kommt auch in vielen Bakterien vor. Die Reduktion ist notwendig, um Nitrat assimilieren zu können, sie wird bis zum Ammonium fortgesetzt, das den Stickstoff für Aminosäuren liefert.
Das Enzym gehört zur Gruppe der Nitratreduktasen.

## Aufbau
Das Protein ist ein Homodimer, dessen Untereinheiten (ca. 100 kDa) aus drei Domänen mit jeweils unterschiedlichen, kovalent gebundenen Kofaktoren bestehen. Die C-terminale Domäne ein FAD, die mittlere Domäne ein Häm b. In der N-terminalen Domäne wirkt ein Pterin als organischer Chelator für Molybdän (Molybdopterin). Die zur Reduktion benötigten Elektronen werden vom FAD aufgenommen, über das Häm auf den Molybdopterin-Komplex weitergegeben. Dort werden sie dann auf Nitrat übertragen.
Das aktive Zentrum ist in einen Trichter eingesenkt, dessen Rand mit positiven Ladungen besetzt ist. So wird eine hohe Selektivität des Enzyms gewährleistet.

## Funktionen im pflanzlichen Organismus
In Pflanzen ist das Enzym Teil des Stickstoffstoffwechsels und trägt dazu bei, reduzierten, metabolisierbaren Stickstoff in Form von Ammonium für die Synthese von organischer Substanz bereitzustellen.
Aus dem Bodenwasser über die Wurzeln aufgenommenes Nitrat (Oxidationsstufe +V) wird durch die cytosolische Nitratreduktase zu Nitrit (Oxidationsstufe +III) reduziert, als Elektronendonor dient hierbei NADH oder auch NADPH (in nichtgrünen Geweben):
{\displaystyle \mathrm {NO_{3}^{-}+2\ H^{+}+2\ e^{-}\rightarrow \ NO_{2}^{-}+H_{2}O} }
Durch die Nitritreduktase wird Nitrit weiter zu Ammonium reduziert und kann in Aminosäuren eingebaut werden.

### Regulation
Die Nitratreduktase ist ein hochreguliertes Enzym. Translatorisch wird die Nitratreduktase über den Tagesverlauf reguliert, wobei gilt, dass früher am Tag mehr Enzym vorhanden ist als später. In der Nacht ist Aktivität der Nitratreduktase schädlich, da ihr cytotoxisches Produkt Nitrit ohne Reduktionsäquivalente aus der Photosynthese nicht weiterverarbeitet werden kann und angereichert würde.
Die posttranslationale Regulation der Nitratreduktase erfolgt über einen zweistufigen Mechanismus je nach Stoffwechsellage der Zelle. Bei plötzlicher Verdunkelung oder Mangel an Nährstoff kann ein Serinrest im Hinge-Bereich zwischen Häm- und Molybdän-Untereinheit durch Proteinkinasen phosphoryliert werden. Dieser phosphorylierte Serinrest ist in der Lage, Mg2+-abhängig ein regulatorisches 14-3-3-Protein zu binden. Der Komplex aus Nitratreduktase, Mg2+ und 14-3-3-Protein zeigt keine Aktivität.
Umgekehrt kann die Inaktivierung durch Dephosphorylierung des Serinrests mittels einer Phosphatase rückgängig gemacht werden, das inaktivierende 14-3-3-Protein bindet nur an die phosphorylierte Nitratreduktase.

### Andere Funktionen
Ein wichtiges Nebenprodukt der Nitratreduktase (mit Nitrit als Substrat) ist das Stickstoffmonoxid (NO), das als Signalmolekül dient. Das in Tieren synthetisierte NO wird allerdings durch die NO-Synthase bereitgestellt. NO ist hier vor allem als EDRF bekannt geworden, der zum Beispiel in vielen Medikamenten (z. B. Sildenafil) Anwendung findet (siehe: Organische Nitrate).